# 2. česká národní hokejová liga 1986/1987
2. česká národní hokejová liga 1986/1987 byla 10. ročníkem jedné ze skupin československé třetí nejvyšší hokejové soutěže, druhou nejvyšší samostatnou v rámci České socialistické republiky.

## Systém soutěže
24 týmů bylo rozděleno do tří osmičlenných regionálních skupin. Ve skupinách se všech 8 klubů utkalo čtyřkolově každý s každým (celkem 28 kol). Vítězové všech tří skupin postoupily do finálové skupiny, ve které se utkaly dvoukolově každý s každým (celkem 4 kola). Vítězný tým postoupil do dalšího ročníku 1. ČNHL.
Týmy na posledních místech každé skupiny sestoupily do krajských přeborů.

## Základní část

### Skupina A
| Poř. | Tým                          | Z  | V  | R | P  | VB  | OB  | B  |
| ---- | ---------------------------- | -- | -- | - | -- | --- | --- | -- |
| 1.   | TJ Stadion PS Liberec        | 28 | 16 | 5 | 7  | 135 | 71  | 37 |
| 2.   | VTJ Litoměřice               | 28 | 16 | 2 | 10 | 114 | 95  | 34 |
| 3.   | TJ DP I. ČLTK Praha          | 28 | 12 | 8 | 8  | 105 | 90  | 32 |
| 4.   | TJ Baník Sokolov             | 28 | 13 | 4 | 11 | 103 | 105 | 30 |
| 5.   | TJ VTŽ Chomutov              | 28 | 10 | 7 | 11 | 105 | 103 | 27 |
| 6.   | TJ Karbo Benátky nad Jizerou | 28 | 11 | 4 | 13 | 89  | 110 | 26 |
| 7.   | VTJ Mělník                   | 28 | 10 | 5 | 13 | 105 | 130 | 25 |
| 8.   | TJ Uhelné sklady Praha       | 28 | 4  | 5 | 19 | 75  | 127 | 1  |

### Skupina B
| Poř. | Tým                   | Z  | V  | R  | P  | VB  | OB  | B  |
| ---- | --------------------- | -- | -- | -- | -- | --- | --- | -- |
| 1.   | VTJ Tábor             | 28 | 25 | 2  | 1  | 207 | 61  | 52 |
| 2.   | TJ ZVVZ Milevsko      | 28 | 14 | 10 | 4  | 123 | 91  | 38 |
| 3.   | VTJ Příbram           | 28 | 12 | 4  | 12 | 118 | 108 | 28 |
| 4.   | TJ Jitex Písek        | 28 | 11 | 5  | 12 | 86  | 110 | 27 |
| 5.   | TJ Škoda Rokycany     | 28 | 11 | 2  | 15 | 98  | 130 | 24 |
| 6.   | VTJ Klatovy           | 28 | 9  | 5  | 14 | 119 | 147 | 23 |
| 7.   | TJ Vodní stavby Tábor | 28 | 9  | 5  | 14 | 95  | 129 | 23 |
| 8.   | TJ Baník Příbram      | 28 | 3  | 3  | 22 | 88  | 158 | 9  |

### Skupina C
| Poř. | Tým                           | Z  | V  | R | P  | VB  | OB  | B  |
| ---- | ----------------------------- | -- | -- | - | -- | --- | --- | -- |
| 1.   | TJ AZ Havířov                 | 28 | 19 | 3 | 6  | 135 | 85  | 41 |
| 2.   | VTJ VVŠ PV Vyškov             | 28 | 16 | 3 | 9  | 159 | 99  | 35 |
| 3.   | TJ Lokomotiva Meochema Přerov | 28 | 12 | 6 | 10 | 127 | 107 | 30 |
| 4.   | TJ Baník Hodonín              | 28 | 11 | 7 | 10 | 93  | 88  | 29 |
| 5.   | TJ Žďas Žďár nad Sázavou      | 28 | 13 | 2 | 13 | 134 | 121 | 28 |
| 6.   | TJ Prostějov                  | 28 | 12 | 2 | 14 | 85  | 131 | 26 |
| 7.   | TJ Tatra Kopřivnice           | 28 | 7  | 7 | 14 | 85  | 113 | 21 |
| 8.   | TJ Tesla Kolín                | 28 | 6  | 2 | 20 | 83  | 157 | 14 |

Týmy TJ Uhelné sklady Praha, TJ Baník Příbram a TJ Tesla Kolín sestoupily do krajských přeborů. Nahradily je kluby, jež uspěly v kvalifikaci VTJ Racek Pardubice, VTJ Sušice a TJ Zbrojovka MEZ Vsetín.

## Finále
| Poř. | Tým                   | Z | V | R | P | VB | OB | B |
| ---- | --------------------- | - | - | - | - | -- | -- | - |
| 1.   | VTJ Tábor             | 4 | 3 | 1 | 0 | 25 | 11 | 7 |
| 2.   | TJ Stadion PS Liberec | 4 | 2 | 1 | 1 | 8  | 13 | 5 |
| 3.   | TJ AZ Havířov         | 4 | 0 | 0 | 4 | 9  | 18 | 0 |

Tým VTJ Tábor postoupil do dalšího ročníku 1. ČNHL. Nahradil ho sestupující tým TJ Baník ČSA Karviná.